# Clarence von Rosen Jr.
Clarence Greve von Rosen Jr., né le 10 novembre 1903 à Äsköping et mort le 7 juillet 1933 à Västerås, est un cavalier suédois de saut d'obstacles et de concours complet. 

## Carrière
Il remporte deux médailles de bronze en individuel, en saut d'obstacles et en concours complet, aux Jeux olympiques de 1932 à Los Angeles.

## Famille
Il est le fils du comte Clarence von Rosen et l'oncle de la cavalière Maud von Rosen.

## Mort
Il meurt en 1933 à l'âge de 29 ans d'un crash lors d'un spectacle aérien où il était passager.